# I Need Love
「i Need Love」（アイ・ニード・ラヴ）は、中ノ森BANDの4枚目のシングル。

## 解説
- 前作から3ヶ月ぶりのシングル。
- エンハンスドCD仕様となっており、「i Need Love」のビデオクリップを収録。

## 収録曲
1. i Need Love
作詞・作曲：中ノ森文子・T2ya／編曲：中ノ森BAND・小高光太郎
テレビ朝日系「アドレな!ガレッジ」エンディングテーマ
2. サヨナラボンバー
作詞：中ノ森文子／作曲：Cheryl Parker・Sara Eker・Lucy Abbott・Niclas Mollinder・Joacim Persson・Par Ankarberg／編曲：中ノ森BAND・Koma2Kaz
3. remember me...
作詞：中ノ森文子, 島崎貴光／作曲：Audra Bennett, Alayna Bennett, Johan Alkenas, Jonas Kahnberg, Thomas Johnsson／編曲：中ノ森BAND, Koma2Kaz
4. i Need Love -Instrumental-
5. サヨナラボンバー -Instrumental-
6. remember me... -Instrumental-